# Кротовая нора
Крото́вая нора́, или «крото́вина», «кротови́на», а также «червячный переход» или «червото́чина» (последнее является дословным переводом англ. wormhole) — топологическая особенность пространства-времени, представляющая собой в каждый момент времени «тоннель» в пространстве. Эти области могут быть как связаны и помимо кротовой норы, представляя собой области единого пространства (см. пример на рисунке ниже), так и полностью разъединены, представляя собой отдельные пространства, связанные между собой только посредством кротовой норы. 
Кротовые норы согласуются с общей теорией относительности. Понятие кротовой норы, включая её название (wormhole), ввёл в оборот американский физик Джон Арчибальд Уилер.

## Визуализация
Для упрощённого представления о кротовой норе пространство представляется как двумерная (2D) поверхность. В этом случае кротовая нора будет выглядеть как отверстие в этой поверхности, переходящее в трёхмерную трубу (внутреннюю поверхность цилиндра), а затем вновь появляться в другом месте на двухмерной поверхности с отверстием, похожим на вход. Отличие реальной кротовой норы заключалось бы в числе пространственных измерений, которых было бы три. Например, вместо круглых входных и выходных отверстий в 2D-плоскости были бы сферы в 3D-пространстве.
Другой способ представить себе кротовые норы — взять лист бумаги и нарисовать две отдалённые точки на одной стороне листа. Лист бумаги представляет плоскость в пространственно-временном континууме, а две точки представляют расстояние, которое необходимо пройти. Однако теоретически кротовая нора может соединить эти две точки, если сложить эту плоскость так, чтобы точки касались друг друга. Поскольку две точки теперь соприкасаются, то пересечь расстояние будет намного легче.

## Кротовые норы в общей теории относительности
Общая теория относительности (ОТО) допускает существование таких туннелей, хотя для существования проходимой кротовой норы необходимо, чтобы она была заполнена экзотической материей с отрицательной плотностью энергии, создающей сильное гравитационное отталкивание и препятствующей схлопыванию норы. Решения типа кротовых нор возникают в различных вариантах квантовой гравитации, хотя до полного исследования вопроса ещё очень далеко.
Область вблизи самого узкого участка кротовой норы называется «горловиной». Кротовые норы делятся на «внутримировые» (англ. intra-universe) и «межмировые» (англ. inter-universe), в зависимости от того, можно ли соединить её входы кривой, не пересекающей горловину.
Различают также проходимые (англ. traversable) и непроходимые кротовины. К последним относятся те туннели, которые коллапсируют слишком быстро для того, чтобы наблюдатель или сигнал (имеющие скорость не выше световой) успели добраться от одного входа до другого. Классический пример непроходимой кротовины — мост Эйнштейна — Розена в максимально расширенном пространстве Шварцшильда, а проходимой — кротовины Морриса — Торна.
Проходимая внутримировая кротовая нора даёт гипотетическую возможность путешествий во времени, если, например, один из её входов движется относительно другого, или если он находится в сильном гравитационном поле, где течение времени замедляется. Также кротовые норы гипотетически могут создавать возможность для межзвёздных путешествий, и в этом качестве кротовины нередко встречаются в научной фантастике.

## Кротовые норы и экзотическая материя
Для того, чтобы понять, для чего требуется экзотическая материя, следует рассмотреть входящий сигнал светового фронта, передвигающегося вдоль геодезических, которые пересекают червоточину и вновь расширяются с другой стороны. Расширение идёт с отрицательного на положительное. Согласно оптической теореме Рейчаудхури это требует нарушения усреднённого светового энергетического условия. Квантовые эффекты, такие, как эффект Казимира, не могут его нарушать в любой окрестности пространства с нулевой кривизной, но расчёты в полуклассической гравитации предполагают, что квантовые эффекты могут нарушить это условие в искривлённом пространстве-времени. Несмотря на это, было предположение, что квантовые эффекты не могут нарушать ахрональную версию усреднённого светового энергетического условия, но нарушения, тем не менее, были найдены, в связи с этим остаётся открытой возможность того, что квантовые эффекты могут быть использованы для поддержки червоточины.

## Метрики кротовых нор
Теории метрик кротовых нор описывают геометрию пространства-времени кротовой норы и служат теоретическими моделями для путешествий во времени. Например, метрика проходимой кротовой норы может иметь следующий вид:
{\displaystyle ds^{2}=-c^{2}dt^{2}+dl^{2}+(k^{2}+l^{2})(d\theta ^{2}+\sin ^{2}\theta \,d\phi ^{2}).}
Один из типов метрики непроходимой кротовой норы является решением Шварцшильда:
{\displaystyle ds^{2}=-c^{2}\left(1-{\frac {2GM}{rc^{2}}}\right)dt^{2}+{\frac {dr^{2}}{1-{\frac {2GM}{rc^{2}}}}}+r^{2}(d\theta ^{2}+\sin ^{2}\theta \,d\phi ^{2}).}

## Кротовые норы и квантовая запутанность
В статье, опубликованной в немецком журнале «Fortschritte der Physik» в 2013 году, Малдасена и Сасскинд заявили, что червоточина — технически мост Эйнштейна — Розена, или ЭР — является пространственно-временным эквивалентом квантовой запутанности. Это позволило разрешить проблему файервола.

## Путешествия во времени
Если существуют проходимые червоточины, они могут позволить путешествовать во времени. Предлагаемая машина времени, использующая проходимую червоточину, гипотетически будет работать следующим образом: один конец червоточины ускоряется до околосветовой скорости, возможно, с помощью какой-то продвинутой двигательной установки, а затем возвращается в исходную точку. Другой способ состоит в том, чтобы взять один вход в червоточину и переместить его в гравитационное поле объекта с большей гравитацией, чем второй вход, а затем вернуть его в положение рядом со вторым входом. Для обоих этих методов замедление времени приводит к тому, что для внешнего наблюдателя перемещаемый конец червоточины стареет меньше или становится «моложе» неподвижного конца. Так как время соединяется через червоточину иначе, чем снаружи, то синхронизированные часы на любом конце червоточины всегда будут оставаться синхронизированными для наблюдателя, проходящего через червоточину, независимо от движения концов:502. Это означает, что наблюдатель, входящий в «молодой» конец, выйдет из более «старого» конца во время, равное возрасту более «молодого» конца, что продемонстрирует разный ход времени с точки зрения внешнего наблюдателя. Одним существенным ограничением такой машины времени является то, что изменить ход во времени можно только до момента создания этой машины. В любых случаях не представляется возможным, проходя через червоточины, появиться ранее события входа в саму червоточину, даже  при расположении входа и выхода в червоточины рядом:503.
В 1993 году Мэтт Виссер утверждал, что два устья червоточины с такой индуцированной разностью часов не могут быть объединены без индукции квантового поля и гравитационных эффектов, которые либо разрушат червоточину, либо два устья будут отталкивать друг друга, или, в противном случае, будет невозможна передача информации через червоточину. Из-за этого два выхода невозможно будет расположить достаточно близко для получения нарушения причинности. Однако в статье 1997 года Виссер предположил, что сложная конфигурация «кольца Романа» (названная в честь Тома Романа) из N червоточин, расположенных в симметричном многоугольнике, все ещё может работать как машина времени, хотя он и пришёл к выводу, что это скорее всего недостаток в классической квантовой теории гравитации, а не доказательство того, что возможно нарушение причинности.

## Путешествия между вселенными
Возможное разрешение парадоксов, возникающих в результате путешествия во времени через червоточины, основано на многомировой интерпретации квантовой механики.
В 1991 году Дэвид Дойч показал, что квантовая теория полностью согласована (в том смысле, что так называемая матрица плотности может быть сделана свободной от разрывов) в пространствах-временах с замкнутыми временоподобными кривыми. Однако позже было показано, что такая модель замкнутой времениподобной кривой может иметь внутренние противоречия, поскольку она приведёт к таким странным явлениям, как выделение неортогональных квантовых состояний и выделение собственной и несобственной смеси. Соответственно, предотвращена деструктивная положительная обратная связь циркулирующих через червоточину виртуальных частиц, которая является результатом полуклассических вычислений. Частица, возвращающаяся из будущего, возвращается не в свою исходную вселенную, а в параллельную вселенную. Это говорит о том, что машина времени на основе червоточины является теоретическим мостом между одновременными параллельными вселенными.
Поскольку машина времени на основе червоточины вводит в квантовую теорию тип нелинейности, этот вид связи между параллельными вселенными согласуется с предложением Джозефа Полчински о телефоне Эверетта (названного в честь Хью Эверетта) в формулировке нелинейная квантовая механика Стивена Вайнберга.
Возможность связи между параллельными вселенными была названа путешествием между вселенными (англ: interuniversal travel).

## Люди, внёсшие вклад в развитие теории
- Джон Арчибальд Уилер. Ввёл в физику само понятие кротовой норы, включая её название (wormhole). Развил теорию заряда без заряда, по которой электрического заряда как отдельной субстанции не существует, а то, что мы воспринимаем как заряженные частицы, суть горловины микроскопических кротовин, пронизанных электрическим полем[22].
- Кип Торн и Майкл Моррис. Привлекли внимание к связи между существованием кротовых нор и нарушением причинности.
- Мэтт Виссер. Опубликовал этапную книгу Lorentzian wormholes: from Einstein to Hawking, в которой подведены итоги развития теории кротовых нор к 1995 г.
- Сергей Сушков. Выдвинул идею самоподдерживающейся кротовой норы, которая удерживается от коллапса поляризацией вакуума, вызванной геометрией этой норы.
- Сергей Красников показал, что пустые кротовые норы, возникшие в ранней Вселенной, могут оставаться проходимыми в течение макроскопического времени за счёт механизма Сушкова.
- Никола́й Семёнович Кардашёв популяризировал идею, что в центре галактик находятся не массивные чёрные дыры, а устья кротовых нор[23].